# جوزف جان اسر
جوزف جان اسر (انگلیسی: John Asser; ۳۱ اوت ۱۸۶۷ – ۴ فوریهٔ ۱۹۴۹) فرد نظامی اهل بریتانیا بود. وی همچنین برندهٔ جوایزی همچون نشان حمام و نشان سلطنتی ویکتوریایی شده‌است.